# Armand Deperdussin

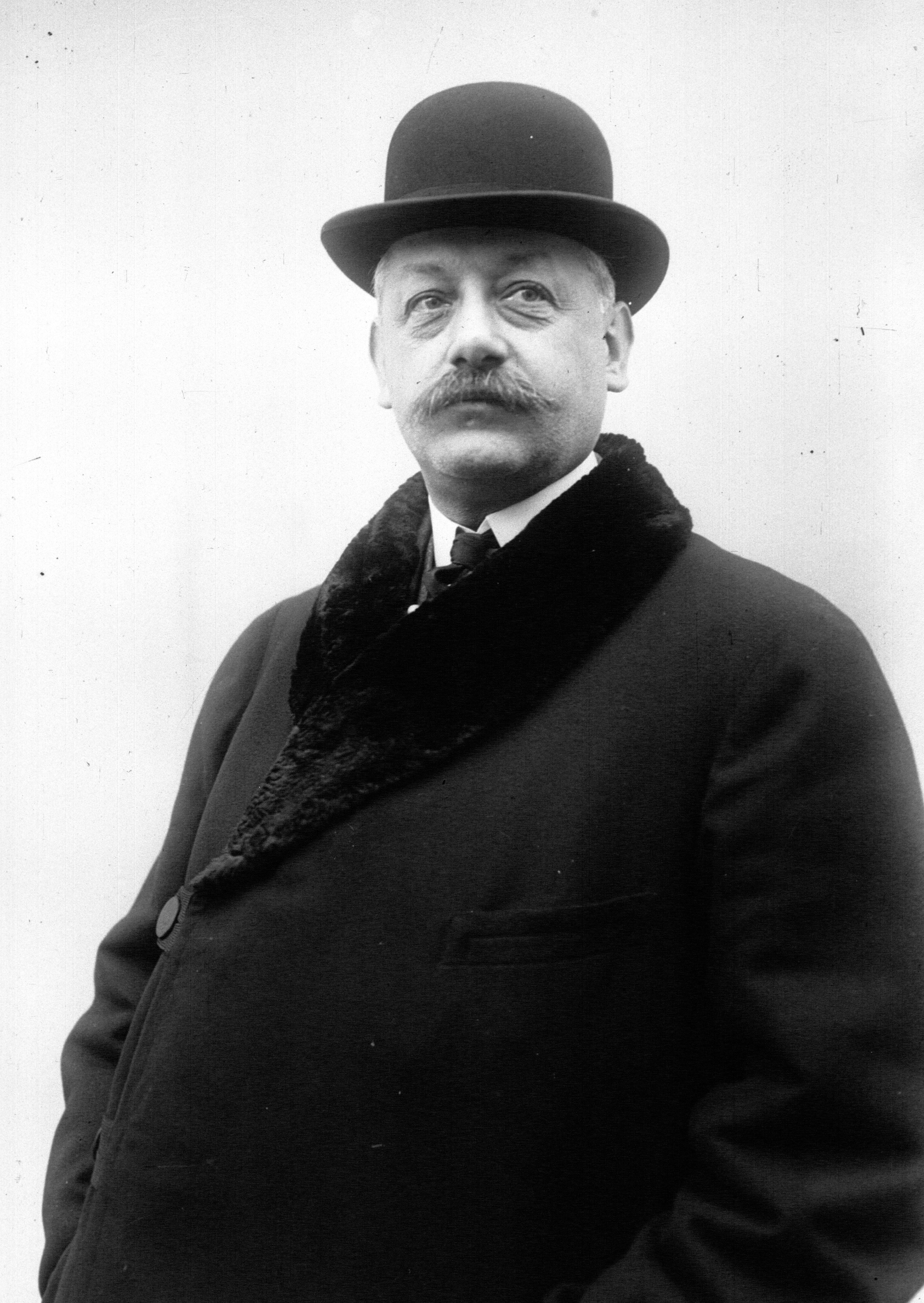
O industrial francês
Armand Deperdussin.

Armand Jean Auguste Deperdussin (Liège, 29 de setembro de 1911 — Paris, 17 de dezembro de 1997) foi um industrial francês que se destacou como pioneiro da aviação de sua época.

## Histórico
Armand Deperdussin viveu na Bélgica até 1901 quando se mudou de forma permanente para Paris. Em 1909 ele fundou uma oficina de aviões em Laon que viria a se tornar a Aéroplanes Deperdussin em 1911 passando em 1912 a ser chamada de Société de Production des Aéroplanes Deperdussin (SPAD) em Bétheny, cerca de cinco quilômetros a Nordeste de Reims, tendo como diretor técnico o engenheiro Louis Béchereau. Já em Novembro de 1909, a primeira patente (Nº 409 715) foi publicada. Em 1912 ele adquiriu o terreno do aeroporto de Champagne em Reims e lá construiu outra fábrica de aviões.
Entre 1912 e 1913, um desenho extremamente revolucionário de avião para a época foi lançado, o Deperdussin Monocoque, que além da estrutura inédita fazia uso de um sistema de controle ao estilo de um volante designado DEP., e um não menos revolucionário motor rotativo Gnome. Com esse modelo, vários recordes de velocidade foram batidos, ganhando troféus em Chicago, Mônaco e Reims.
Em Agosto de 1913, Deperdussin foi destituído da presidência de sua empresa devido a acusações de fraude e apropriação indébita. No ano seguinte ele vendeu os direitos de sua empresa à Louis Blériot. Por seus crimes Deperdussin foi condenado em 1917 a cinco anos de prisão. Como consequência, a SPAD enfrentou vários problemas de crédito, culminando com um pedido de falência. Ela acabou sendo completamente absorvida pela Blériot Aéronautique em 1921.  
Em 11 de Junho de 1924, Deperdussin morreu no hospital Lariboisière em Paris, em consequência de sua tentativa de suicídio com um tiro na cabeça.